# ثايرستور الحث الساكن
الثايرستور الحثي الساكن هو ثايرستور بهيكل بوابة مدفون توضع فيه أقطاب البوابة في منطقة القاعدة n. نظرًا لأنها عادةً ما تكون على الحالة، يجب أن تكون أقطاب البوابة سالبة أو منحازة للأنود لتثبيط الحالة. يتمتعُ هذا الثايرستور بضجيج منخفض، تشويه منخفض، قدرة طاقة عالية التردد الصوتي. تكون أوقات التشغيل والإيقاف قصيرة جدًا، وعادةً ما تكون 0.25 ميكروثانية.

## التاريخ
اخترع المهندس الياباني جون إيتشي نيشيزاوا أول ثايرستور بالحث الاستاتيكي في عام 1975. كانت قادرة على إجراء تيارات كبيرة مع انحياز منخفض للأمام ولديها وقت إيقاف صغير. كان لديه ثايرستور إغلاق بوابة يتم التحكم فيه ذاتيًا والذي كان متاحًا تجاريًا من خلال شركة طوكيو للكهرباء (الآن تويو كوربوريشن للهندسة) في عام 1988. يتكون الجهاز الأولي من الصمام الثنائي p + nn + وشبكة p + المدفونة.
في عام 1999، تم تطوير نموذج تحليلي لثايرستور حثي ساكن لمحاكاة دائرة أوركاد، وفي عام 2010، تم تطوير إصدار جديد من الثايرستور الحثي الساكن بواسطة زهانغ سايزن وانغ يونغشون وليو شانجون ووانغ زايكسنغ، والتي كانت السمة الجديدة لها هي جهد الحجب العالي للأمام.

## روابط خارجية
- الثايرستور التعريفي الثابت